# Edoardo Tortarolo
Edoardo Tortarolo (Torino, 14 settembre 1956) è uno storico e scrittore italiano, specializzato in storia moderna e in storia dell'illuminismo.

## Biografia
Dopo la maturità al Liceo classico Cavour, si laurea in Lettere nel 1980 con una tesi in storia moderna presso l'Università degli Studi di Torino con Franco Venturi nel 1980, con una tesi su Filippo Mazzei tra Europa e America: 1730-1788. Ha conseguito il dottorato di ricerca (I ciclo) in storia nel 1987 all'Università di Torino. Dal 1993 è stato professore associato, e dal 2000 è professore ordinario, di Storia moderna al Dipartimento di Studi Umanistici dell'Università degli Studi del Piemonte Orientale Amedeo Avogadro. È presidente del Comitato scientifico della Fondazione Luigi Einaudi di Torino.

## Opere

### Saggi
- The Invention of Freedom of the Press. Censorship and Writers in the 18th Century, Springer 2016.
- Diesseits und jenseits der Alpen. Deutsche und italienische Kultur im 18. Jahrhundert, Leipziger Universitätsverlag, Leipzig 2011.
- L’illuminismo. Dubbi e ragioni della modernità, Carocci, Roma 1999 (ultima ristampa 2011).
- La ragione sulla Sprea. Coscienza storica e cultura politica nell'illuminismo berlinese, il Mulino, Bologna 1989.
- Illuminismo e rivoluzioni. Biografia politica di Filippo Mazzei, Dipartimento di storia dell'Università di Torino, Angeli, Milano 1987.